# Viaggio Air
Viaggio Air war eine bulgarische Fluggesellschaft mit Sitz in Sofia und Basis auf dem Flughafen Sofia.

## Geschichte
Viaggio Air wurde am 14. September 2002 gegründet und führte am 27. Februar 2003 ihren ersten Flug mit einer gebraucht übernommenen ATR 42-300 durch. Anfangs flog sie vor allem nach Wien und Budapest, später waren auch Flugstrecken nach Kiew und Athen geplant. Allerdings übernahm 2005 die bulgarische Fluggesellschaft Hemus Air die Airline zu 100 % und bekam somit auch die Rechte, diese Flugziele anzufliegen.
Seit 2007 befanden sich die drei bulgarischen Airlines Bulgaria Air, Hemus Air und Viaggio Air zusammen im vollständigen Besitz der Hemus Air mit gemeinsamer Führung. Seit September 2007 wurden alle Flüge nur noch unter Flugnummer der Bulgaria Air durchgeführt und bis Anfang 2009 wurden auch die Markennamen Hemus Air und Viaggio Air zugunsten von Bulgaria Air aufgegeben. Viaggio Air wurde in der Folge aufgelöst.

## Flotte
Zuletzt bestand die Flotte der Viaggio Air aus zwei ATR 42-300.